# Cacia ochreosignata
Cacia ochreosignata là một loài bọ cánh cứng trong họ Cerambycidae.